# Ermila
Ermila  (in arabo الرميلة‎?) è un centro abitato e comune rurale del Marocco situato nella provincia di Boulemane, regione di Fès-Meknès. Conta una popolazione di 7 690 abitanti (censimento 2014).